# Reformierte Kirche Bülach

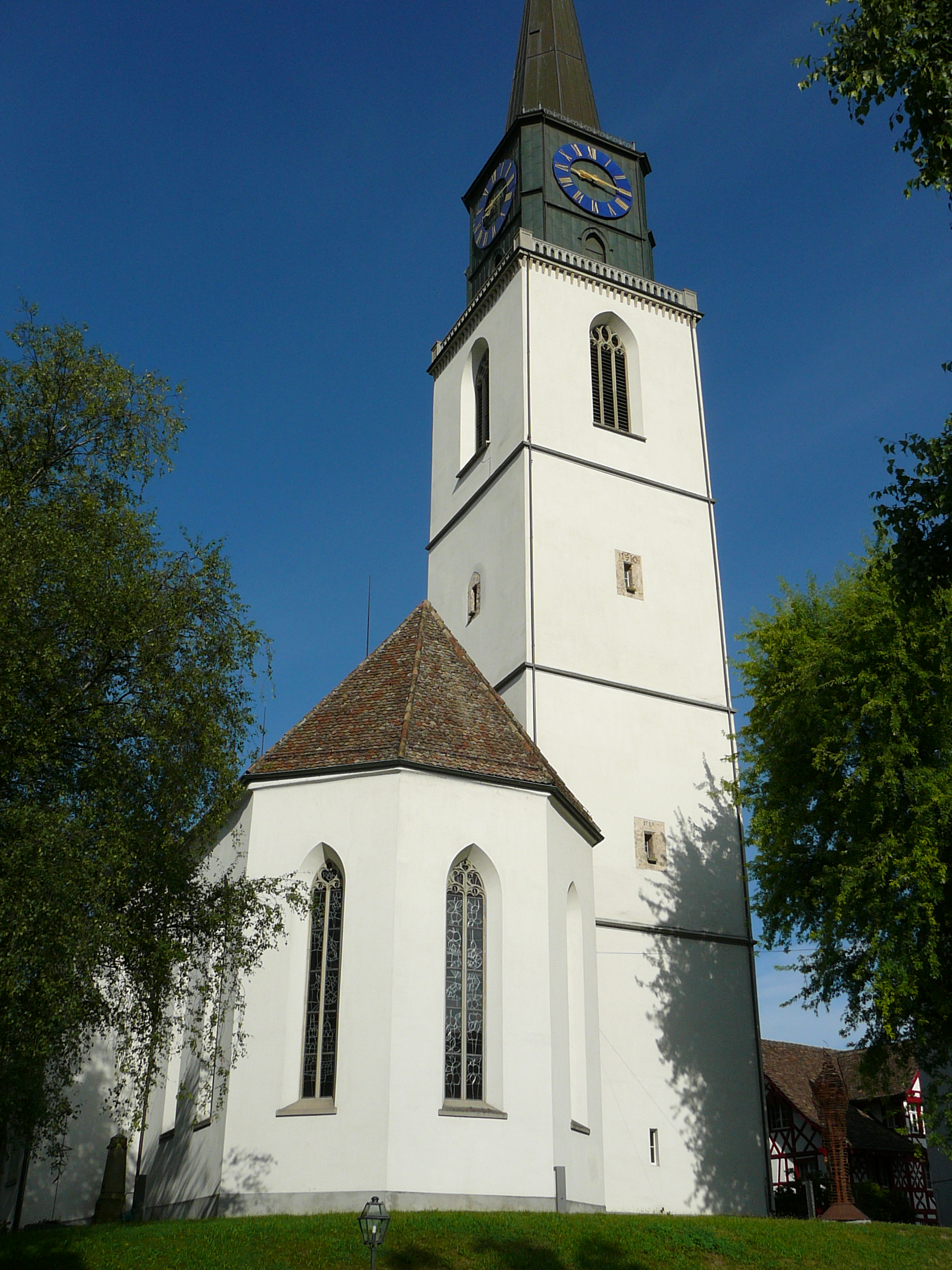
Kirche von Südosten

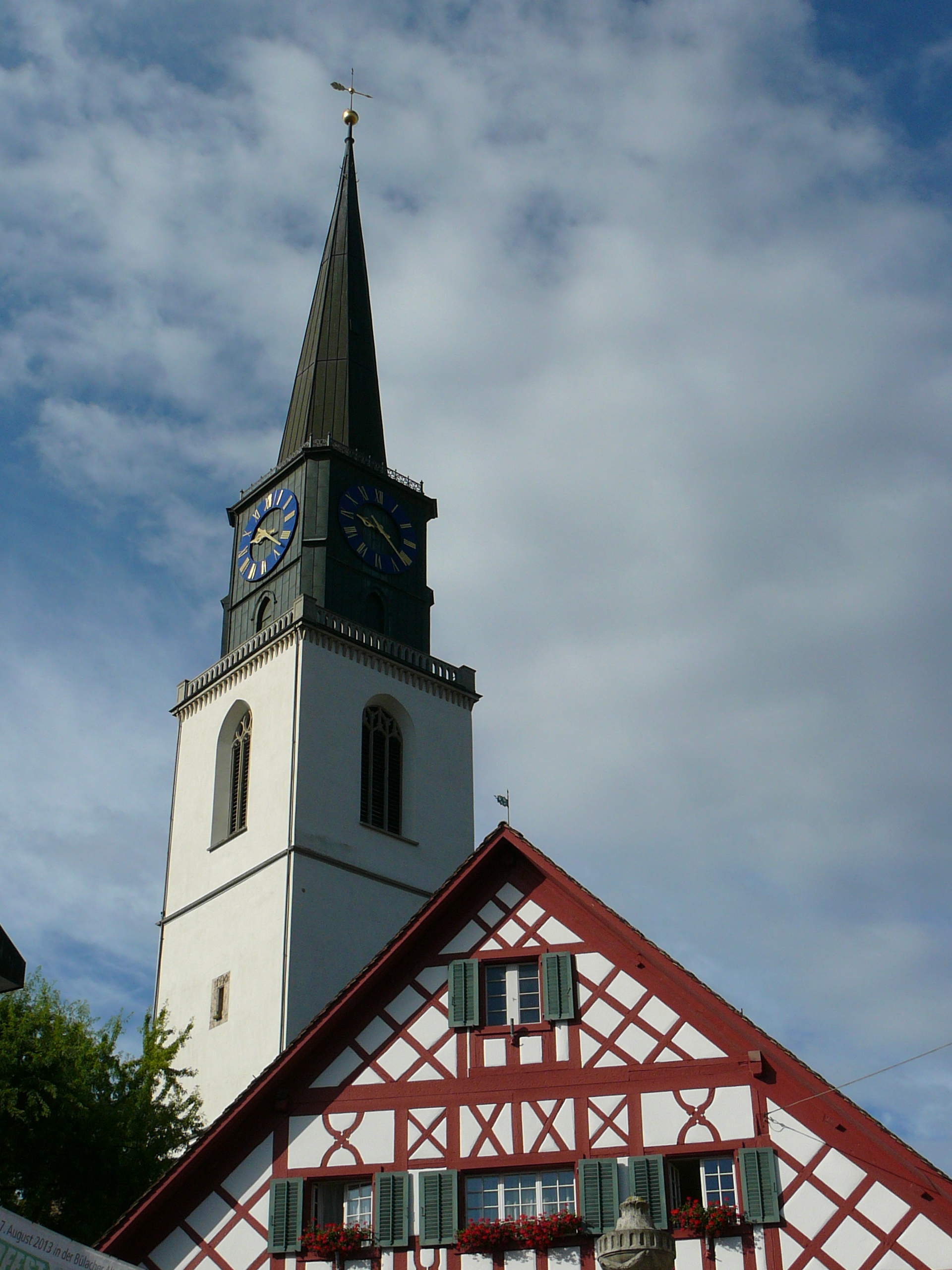
Kirchturm mit Rathaus von Nordosten

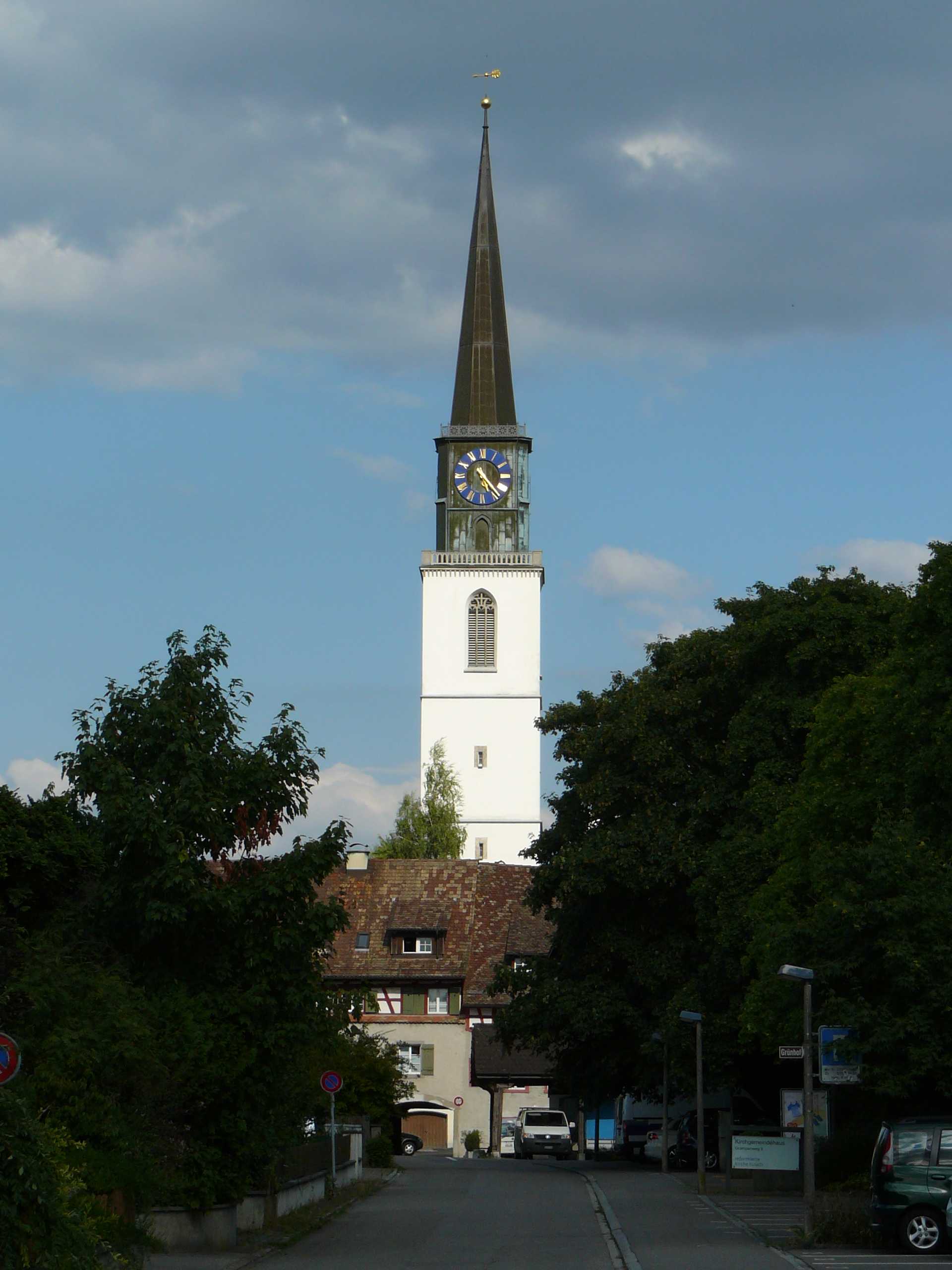
Der Kirchturm von Westen

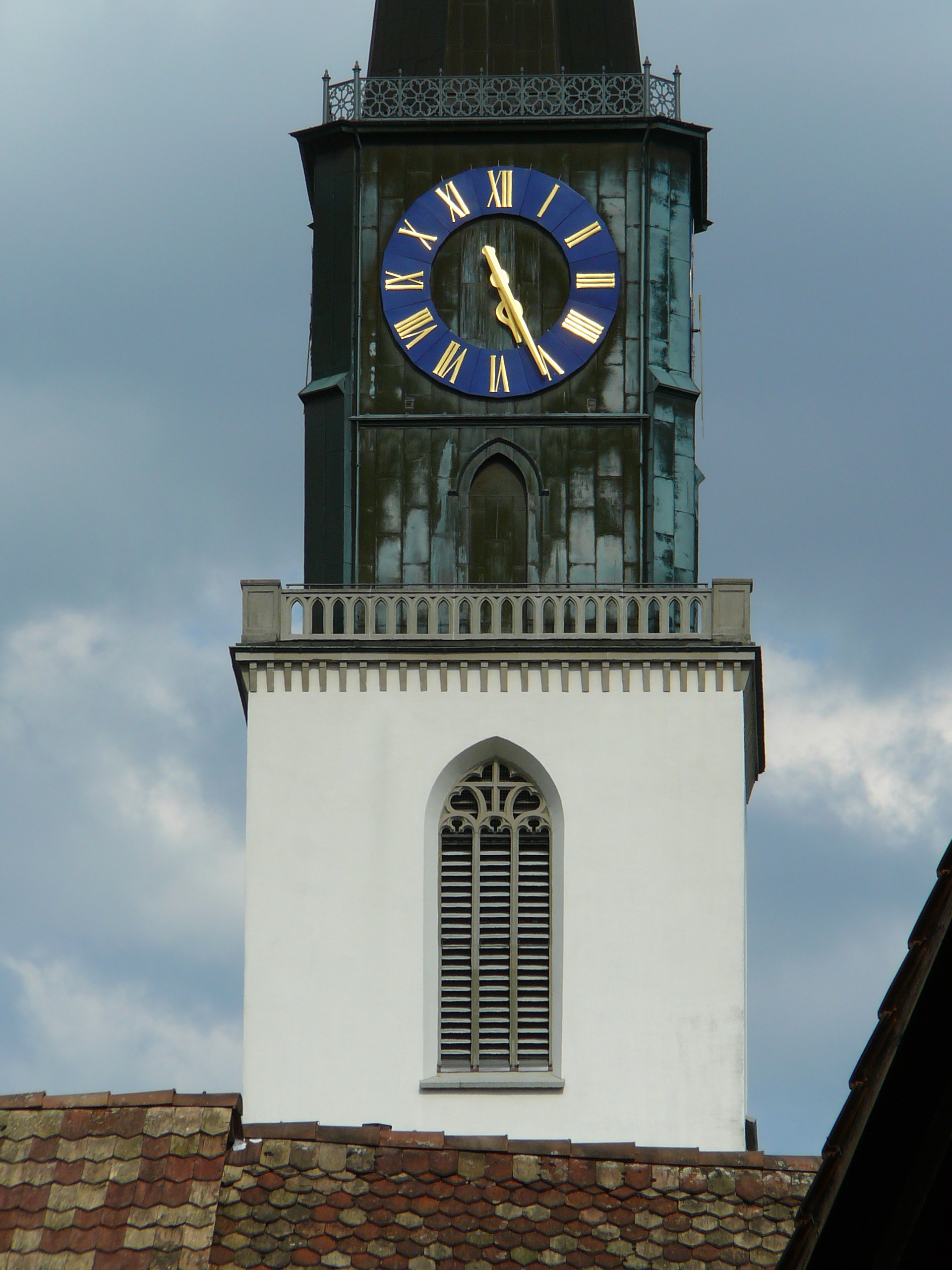
Der Kirchturm, Detailansicht

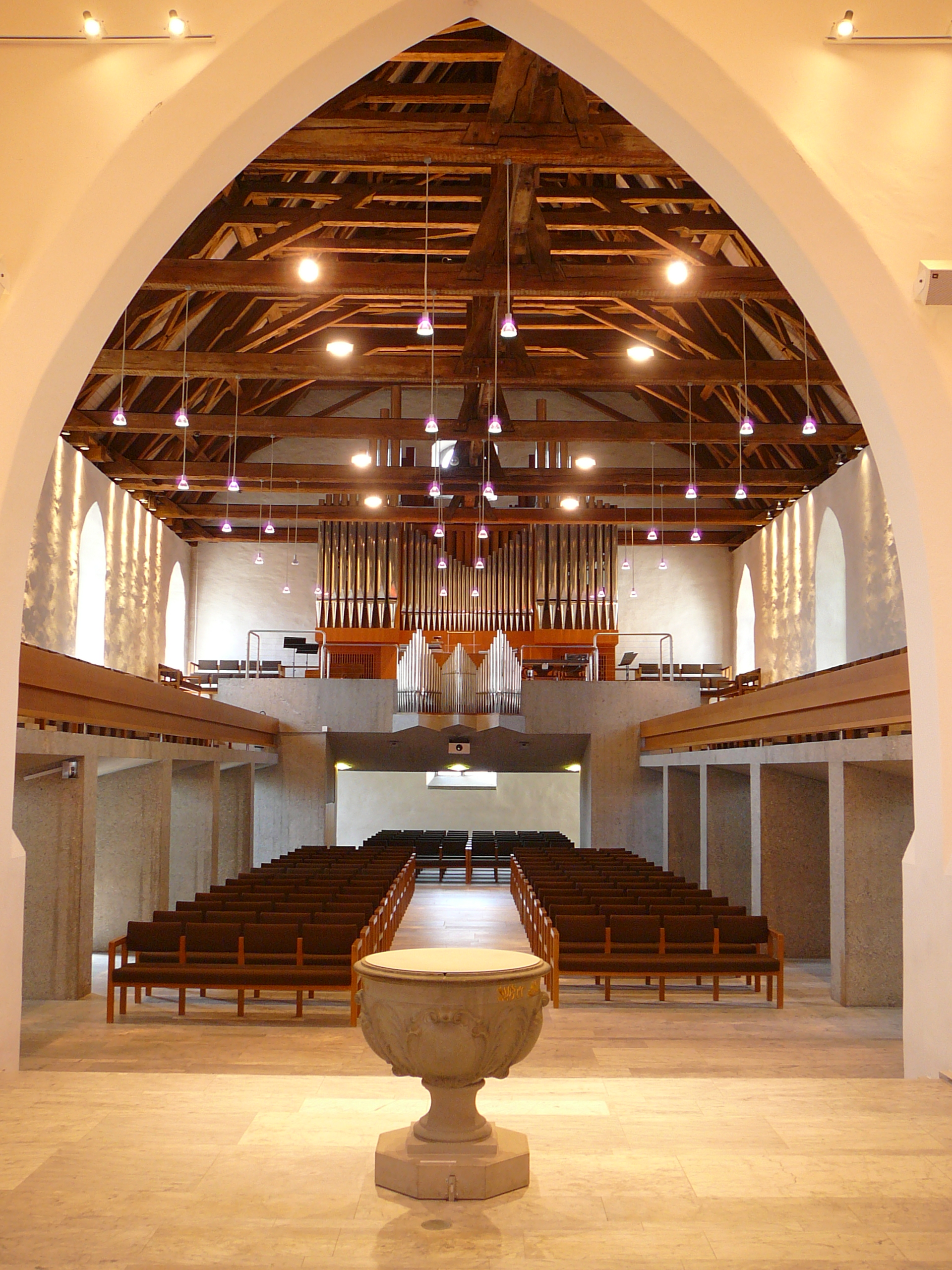
Blick vom Chor ins Kirchenschiff

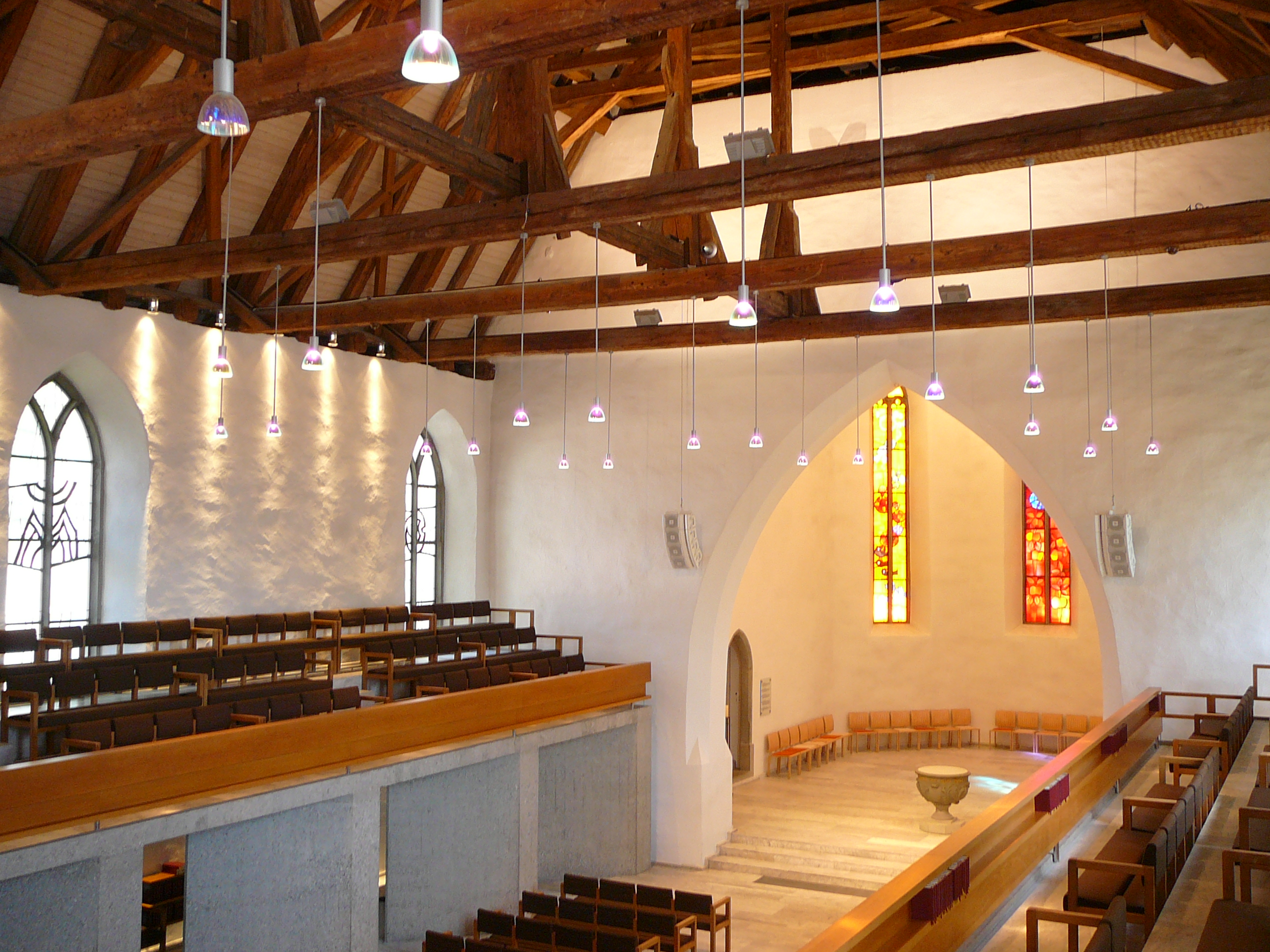
Blick von der Orgelempore

Die Reformierte Kirche Bülach befindet sich im Zentrum der Altstadt von Bülach. Mit ihren Vorgängerbauten gilt sie als eine der ältesten Kirchen des ganzen Kantons Zürich.

## Geschichte
Eine Urkunde aus dem Jahr 811 erwähnt erstmals die Kirche in Bülach und nennt als Kirchenpatron den Hl. Laurentius von Rom. Deshalb schmückt sein Attribut, der Laurentiusrost, noch heute das Wappen der politischen Gemeinde und deshalb hat die katholische Dreifaltigkeitskirche Bülach den Hl. Laurentius zum zweiten Patron. Später war die Kirche Eigen des Klosters St. Gallen.
Die Kirche Bülach war im Mittelalter die Mutterkirche des gesamten Glatttals. 1044 ging das Patronat der Kirche an das Domstift von Strassburg, 1188 an die Herren von Tengen. Durch Erbschaft erhielt Marquart von Baldegg das Patronat, das er 1463 an Zürich verkaufte. Die Reformation erfolgte in Bülach durch die Absetzung von Pfarrer Ulrich Rollenbutz 1528. Johannes Haller, nach dem heute eine Gasse in der Altstadt benannt ist, wurde der erste reformierte Pfarrer von Bülach. Als Weggefährte von Huldrych Zwingli starb er im Zweiten Kappelerkrieg 1531.
Heute ist die reformierte Kirchgemeinde Bülach nach derjenigen von Uster die zweitgrösste evangelisch-reformierte Kirchgemeinde des Kantons Zürich. Neben Bülach betreut sie auch die Gemeinden Bachenbülach, Hochfelden, Winkel und Höri.

## Baugeschichte
Archäologische Ausgrabungen 1968 belegen eine frühmittelalterliche Kirche um das Jahr 650. Es wurde das Grab einer adeligen Frau aus dem 7. Jahrhundert gefunden, das sich unter dem damaligen Taufstein befunden hatte und von allen anderen unter dem Kirchenschiff gefundenen Gräbern abgesondert lag. Die Grabfunde belegen, dass es sich um eine alemannische Adlige christlichen Glaubens gehandelt haben muss, von der anzunehmen ist, dass sie die Stifterin der Kirche Bülach war.
Ein zweiter, hochmittelalterlicher Kirchbau mit Vorhalle, Apsis und rechteckigem Altarhaus ist aus dem 9. Jahrhundert belegt, ebenso eine romanische Saalkirche im 10. Jahrhundert. Im Sempacherkrieg wurde die Kirche 1386 von den Zürchern verbrannt, 1444 während des Zürichkriegs durch die Eidgenossen. Bis 1466 wurde die Kirche wieder aufgebaut und erhielt einen quadratischen Chor, einen Sakristei-Anbau sowie einen Kirchturm.
Nach einem Stadtbrand wurde die heutige Kirche in den Jahren 1508 bis 1510 im spätgotischen Stil erbaut. Der Turm erhielt ein Pyramidendach. 1678 wurde das Kirchenschiff auf die heutige Grösse erweitert und zeitgleich sein heutiger Dachstuhl eingebaut. 1870/1871 wurde die Kirche durch Josef Utzinger in neugotischem Stil umgestaltet. 1999 wurden der Turmhelm und 2002 das Innere der Kirche renoviert.

## Baubeschreibung
Die reformierte Kirche steht auf einem kleinen Hügel im Zentrum der Altstadt. Es handelt sich um eine einschiffige Kirche im neugotischen Stil mit einem polygonal abgeschlossenen Chor. Links an den Chor angebaut befindet sich der Kirchturm.

### Kirchturm und Glocken
Der Turm wurde in den Jahren 1508 bis 1510 errichtet; in den Jahren 1838 bis 1839 erhielt er seine heutige Gestalt. 181 Treppenstufen führen vom Kirchenschiff zu seiner Galerie. Das spitze Dach wird von einer Wetterfahne gekrönt. Der Turm ist 71 Meter hoch und bestimmt das Stadtbild von Bülach von allen Seiten. Die Uhr und das Schlagwerk wurden 1901 eingebaut und mussten bis 1970 täglich von Hand aufgezogen werden. Heute erhält die Turmuhr das Zeitsignal aus Frankfurt am Main. 2012 wurde der rein mechanische Ursprungszustand des Uhrwerks wieder hergestellt. Es wird seither durch ein neu entwickeltes Zeigersynchronisationssystem zeitgenau gehalten.
1893 erhielt der Kirchturm sein heutiges Geläut. Gegossen wurden die Glocken von der Firma Keller, Unterstrass. Neben dem Geläut von 1893 beherbergt der Kirchturm auch das Silberglöggli, eine 25 kg schwere Glocke aus dem Jahr 1500, die damals der Gottesmutter Maria geweiht wurde. Diese Glocke wird als einzige noch von Hand geläutet und erklingt nur zweimal im Jahr: an Silvester/Neujahr und am 1. August.
| Nr. | Name/Widmung   | Gewicht | Schlagton |
| --- | -------------- | ------- | --------- |
| 1   | Friedensglocke | 3769 kg | b0        |
| 2   | Notglocke      | 1917 kg | d1        |
| 3   | Betzeitglocke  | 1070 kg | f1        |
| 4   | Totenglocke    | 466 kg  | b1        |
| 5   | Silberglöggli  | 25 kg   | e2        |

### Innenraum und künstlerische Ausstattung
1620 erhielt die Kirche eine Renaissance-Kanzel, welche heute im Kulturarchiv der Stadt Bülach untergebracht ist. 1678 baute man eine erste Empore sowie den Taufstein ein, den der Steinmetz Casper Michel aus Zürich schuf. Beim Umbau 1870–1871 wurden zwei Seitenemporen errichtet und die Holzdecke mit Stuck versehen. Der Bülacher Kunstmaler Jean Kern stattete die Kirche 1924 mit vier Wandgemälden aus, die biblische Szenen darstellten.
Von 1968 bis 1970 wurde die Kirche renoviert. Hierbei entfernte man die Kanzel und die Malereien von 1924. Die Emporen wurden durch die heutigen Einbauten aus Sichtbeton ersetzt und im Kirchenschiff die Decke entfernt, sodass der Dachstuhl aus dem 17. Jahrhundert sichtbar wurde. 1970 wurden die Glasfenster im Chor eingebaut. Im Chor befindet sich ein «Taufbaum», der vom Künstler Andreas Widmer erstellt wurde. Seine Gestaltung nimmt das Baum-Element der Kirchenfenster und des gotischen Masswerks auf.

### Chorfenster
Die farbigen Glasfenster im Chor der Kirche stammen vom Künstler Hans Affeltranger. Sie thematisieren Folgendes:
- Die Schöpfung (Grundfarbe gelb): oben die Lichtquelle, darunter Sonne, Mond und Sterne sowie Blumen, Vögel und Fische. Das schöpferische Geschehen wird symbolisch angedeutet.
- Der Sündenfall (Grundfarbe rot): Äpfel und die Schlange weisen auf den Sündenfall von Adam und Eva im Buch Genesis hin.
- Die Geschichte von Bethlehem (Grundfarbe violett): symbolisch dargestellt wird Weihnachten mit der Geburt von Jesus Christus.
- Die Niederlage und der Tod (Grundfarbe blau): Karfreitag und die Passion Jesu Christi werden symbolisch angedeutet.
- Die Hoffnung (Grundfarbe grün): Oben wird die Stadt Jerusalem dargestellt, darunter der Baum des Lebens, unten Fische (Symbole des Christenmenschen), die im klaren Wasser schwimmen.[14]

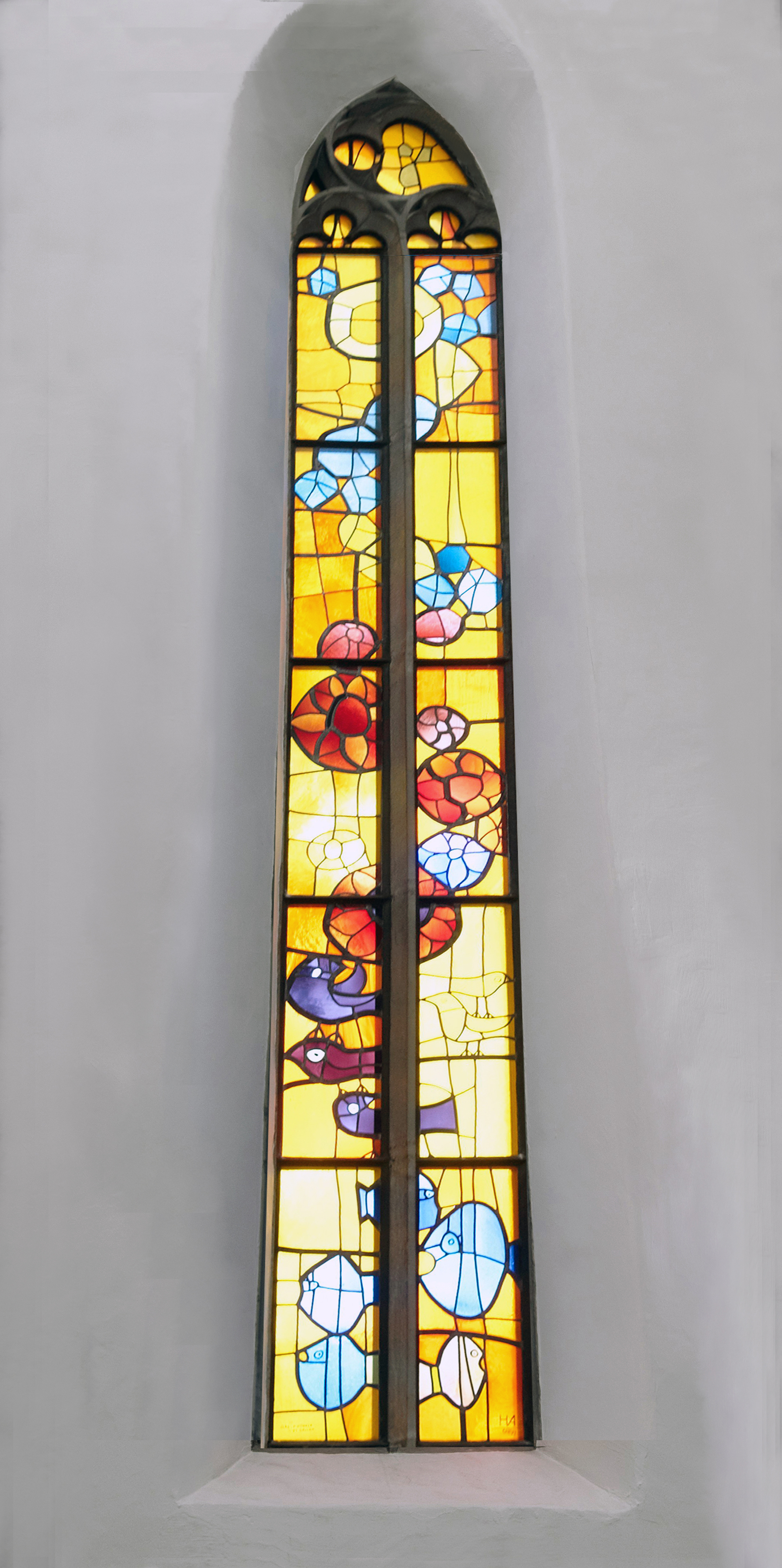
Die Schöpfung
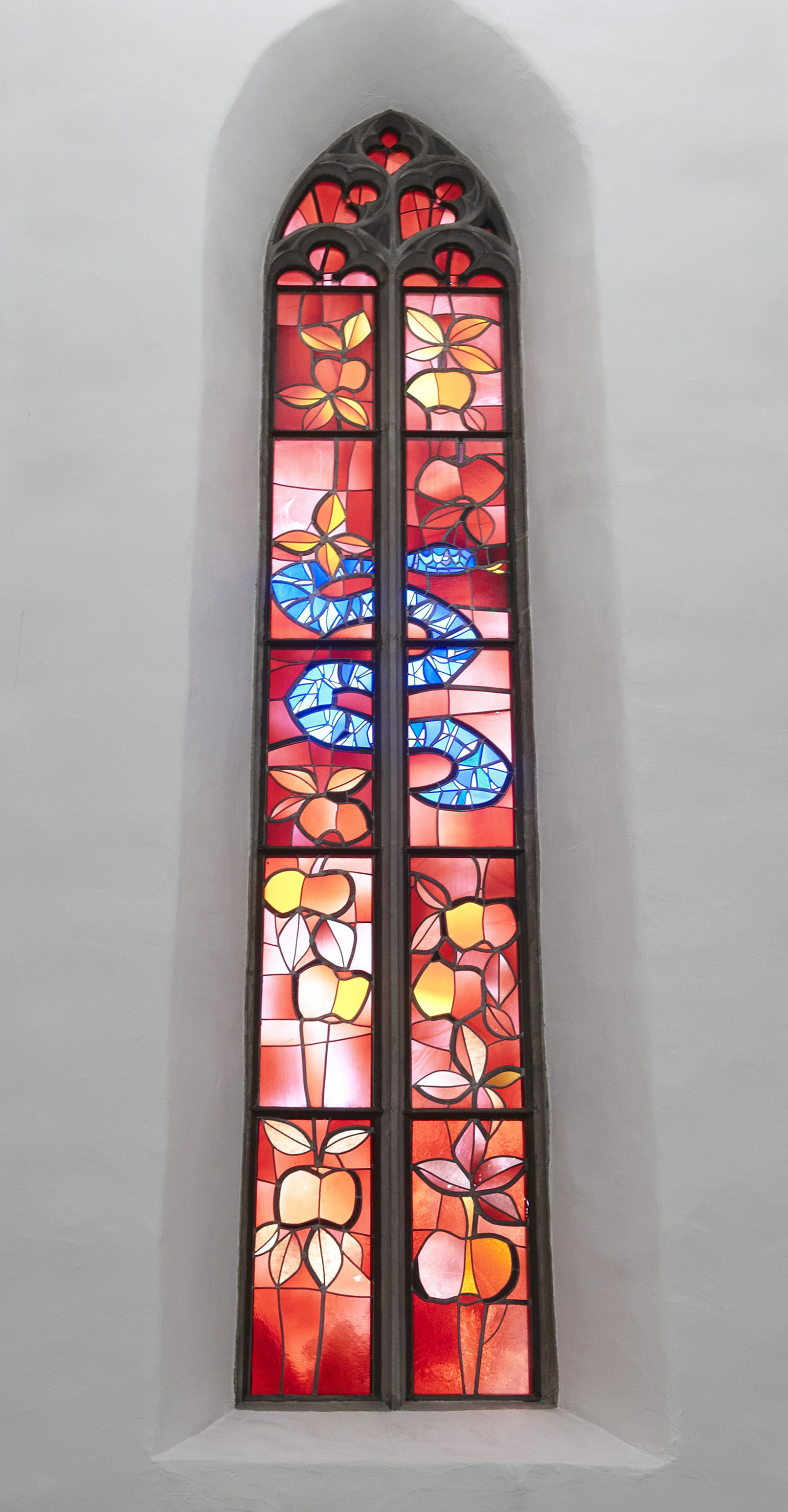
Der Sündenfall
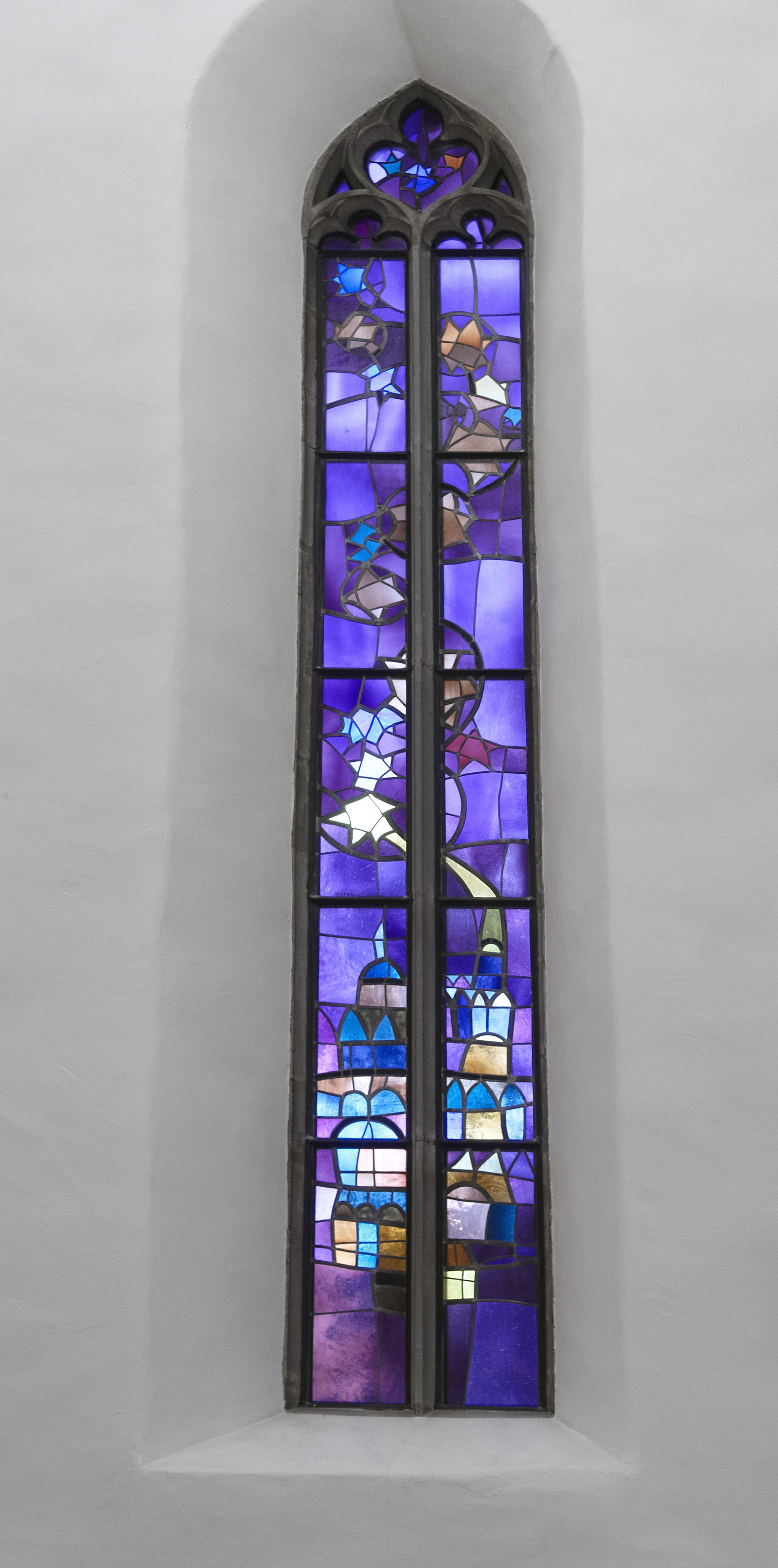
Die Geschichte von Bethlehem
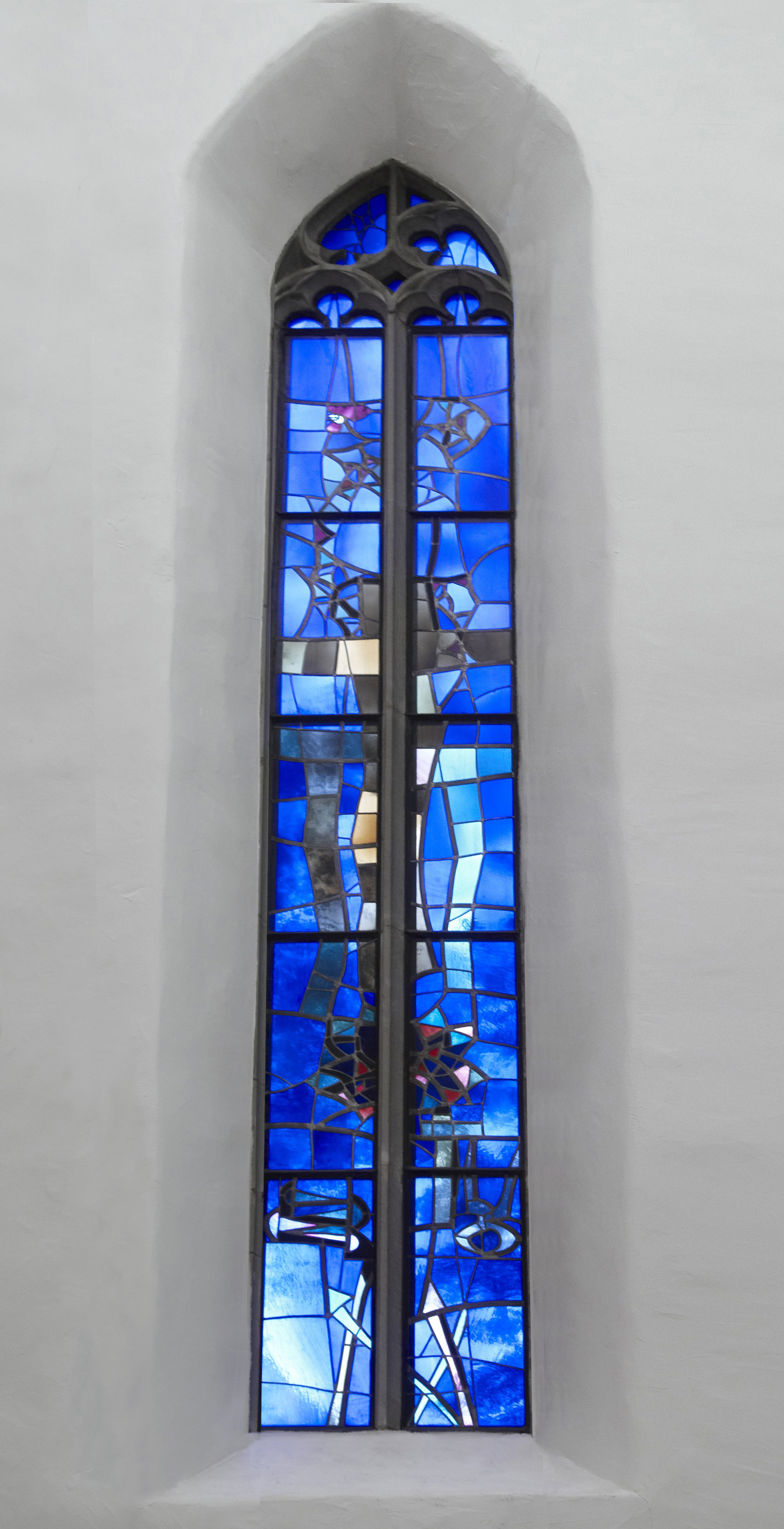
Die Niederlage und der Tod
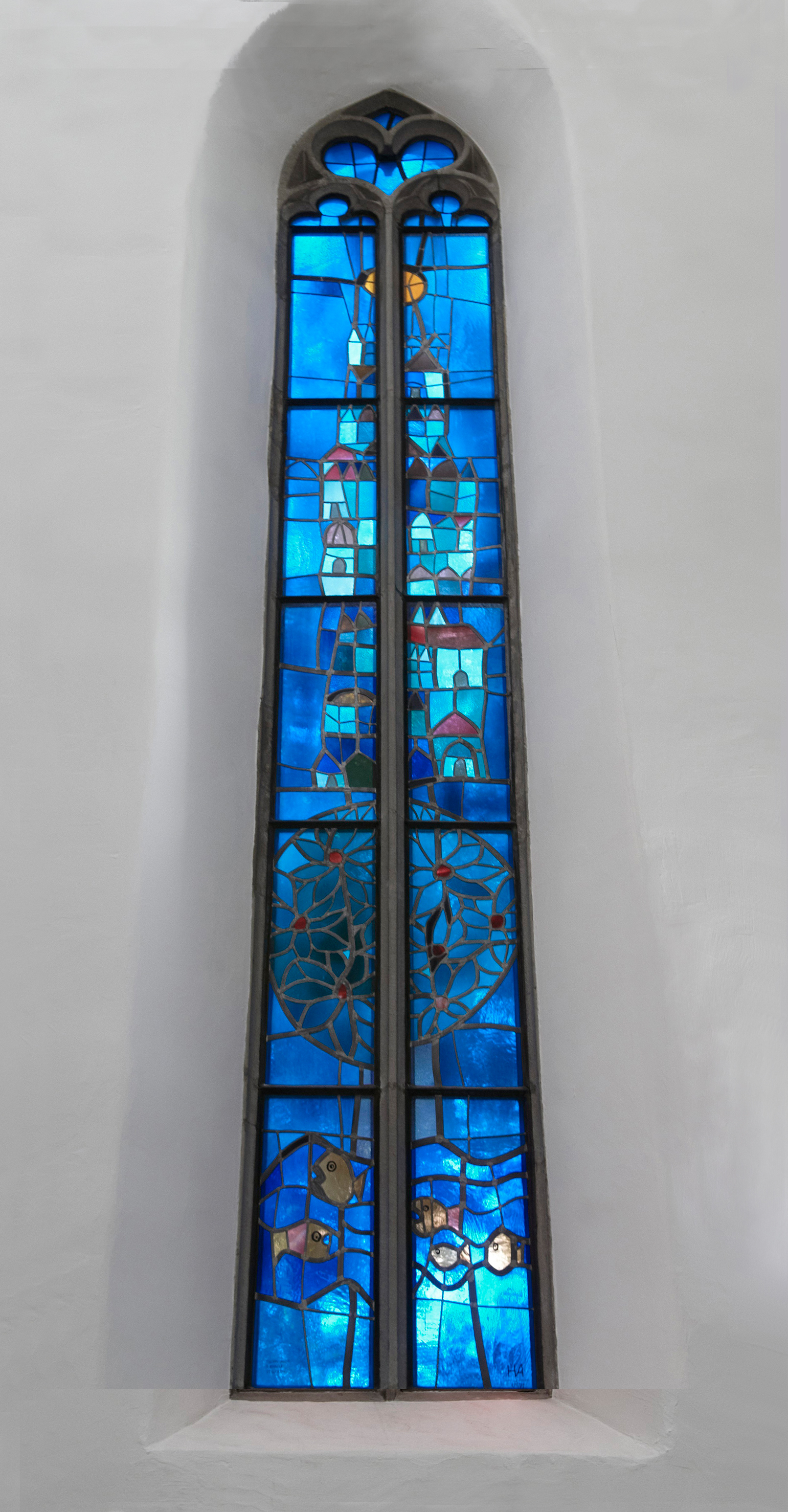
Die Hoffnung

## Orgeln

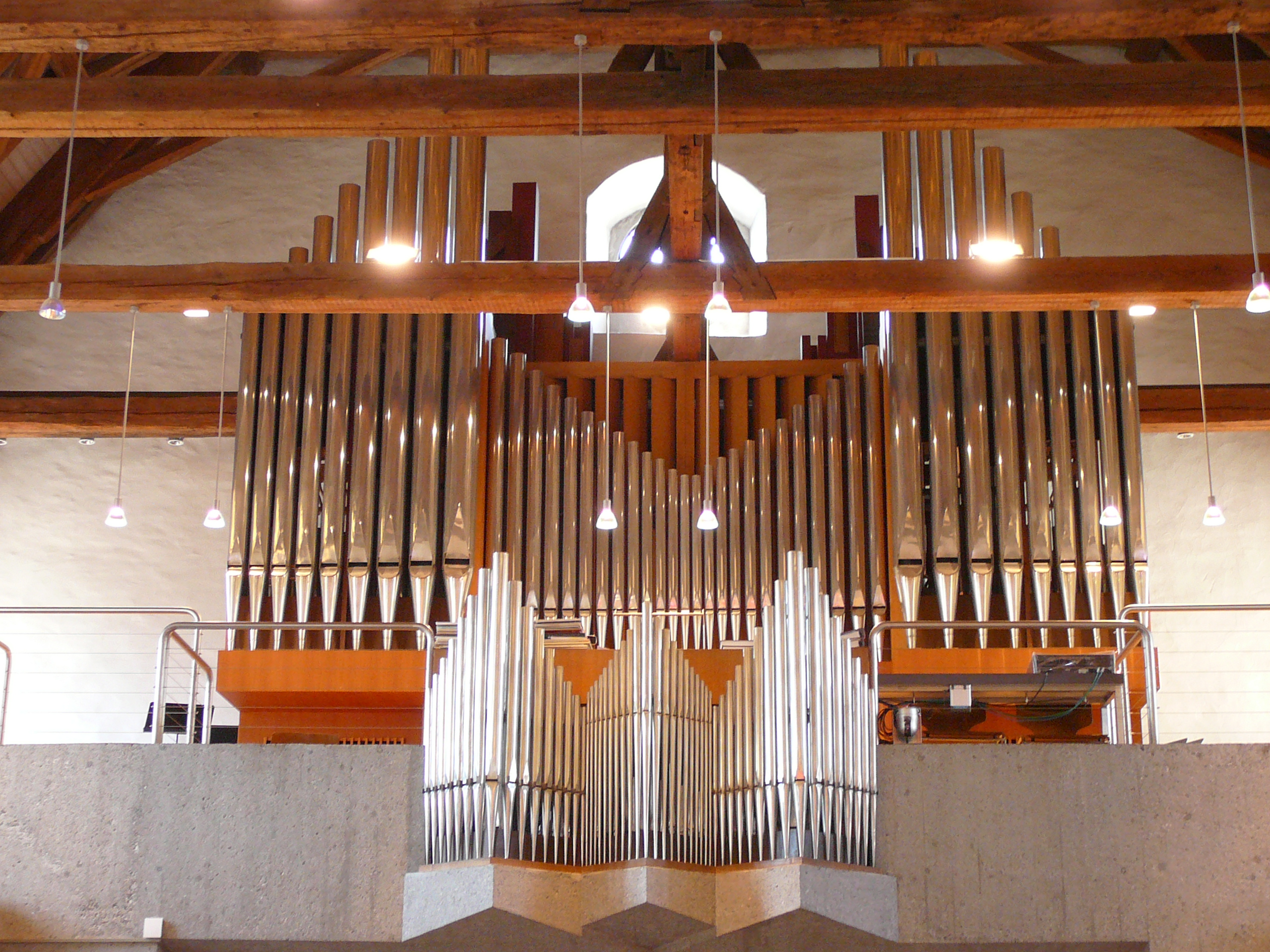
Mühleisen-Orgel von 1970

### Hauptorgel
Eine erste Orgel erhielt die Kirche 1899. Das pneumatische Instrument von Carl Theodor Kuhn befand sich im Chor der Kirche. 1970 wurde die heutige grosse Orgel auf der Empore eingebaut. Die Firma Manufacture d’Orgues Muhleisen aus Strasbourg schuf das Instrument. Es ist im Gegensatz zu manchen anderen Orgeln der Region nicht dem norddeutschen, sondern dem elsässisch-französischen Stil verpflichtet. Sie verfügt über 36 klingende Register auf drei Manualen und Pedal. Das gesamte Werk enthält ca. 2500 Pfeifen. Die Registratur und die Spieltraktur sind elektrisch. Die Disposition lautet wie folgt:

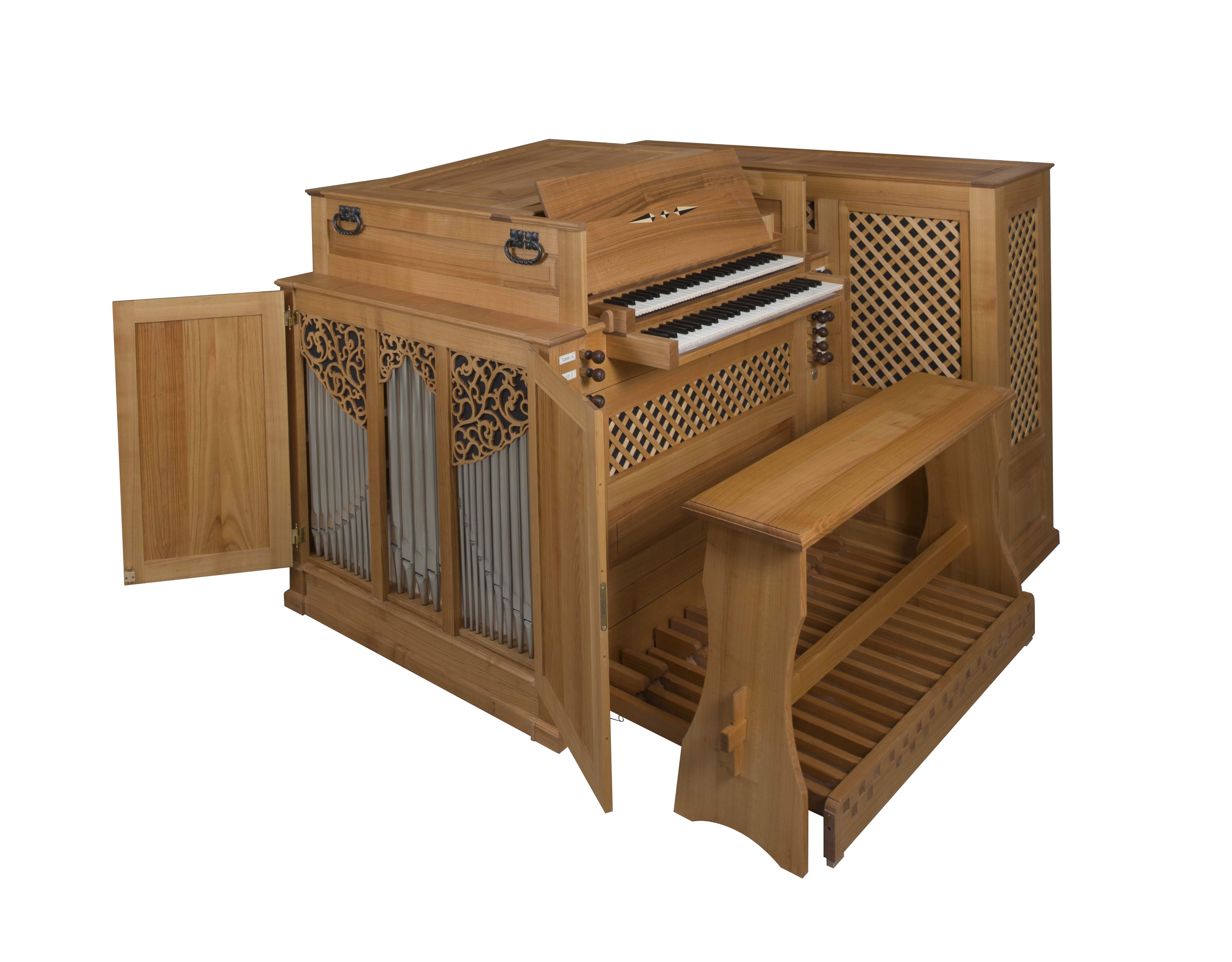
Chororgel von Peter Meier von 2013

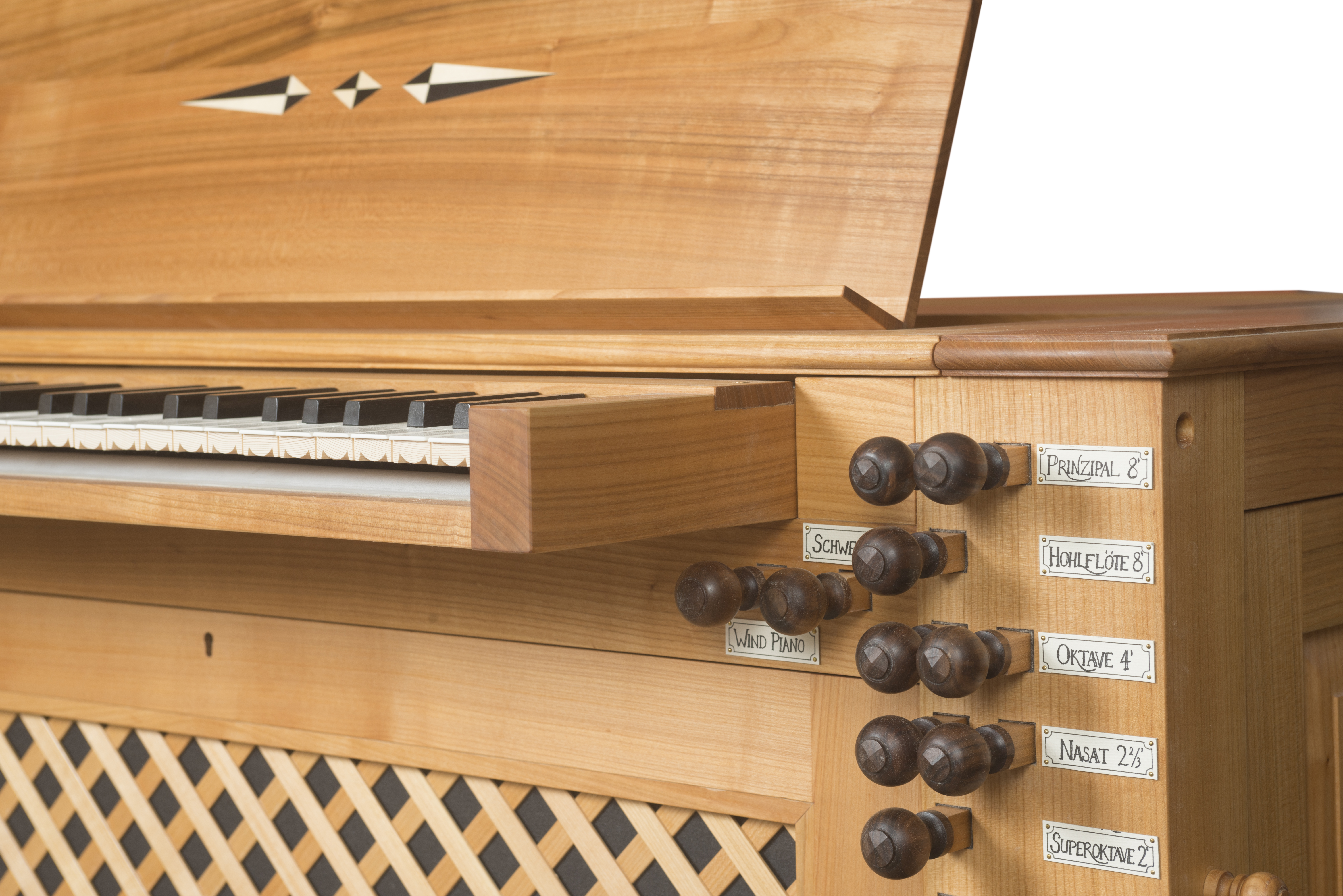
Detail der Chororgel

| I Positif C–g3 |                      |       |
| 1.             | Bourdon à cheminée 0 | 8′    |
| 2.             | Montre               | 4′    |
| 3.             | Flûte douce          | 4′    |
| 4.             | Sesquialter II       | 2 ⁄3′ |
| 5.             | Quarte de Nazard     | 1 ⁄3′ |
| 6.             | Cymbal III           | 1′    |
| 7.             | Cromorne             | 8′    |
|                | Tremulant            |       |

| II Grand Orgue C–g3 |                    |     |
| 08.                 | Principal          | 16′ |
| 09.                 | Montre             | 08′ |
| 10.                 | Bourdon            | 08′ |
| 11.                 | Prestant           | 04′ |
| 12.                 | Flûte à cheminée 0 | 04′ |
| 13.                 | Doublette          | 02′ |
| 14.                 | Fourniture II      | 02′ |
| 15.                 | Trompette          | 08′ |
| 16.                 | Clairon            | 04′ |

| III Récit C–g3 |                  |         |
| 17.            | Principal        | 08′     |
| 18.            | Flûte à cheminée | 08′     |
| 19.            | Prestant         | 04′     |
| 20.            | Flûte conique    | 04′     |
| 21.            | Nazard           | 02 ⁄3′  |
| 22.            | Quarte de Nazard | 02′     |
| 23.            | Tierce           | 01 3⁄5′ |
| 24.            | Larigot          | 01 ⁄3′  |
| 25.            | Plein jeu IV     |         |
| 26.            | Bombarde         | 16′     |
| 27.            | Trompette        | 08′     |
| 28.            | Hautbois         | 08′     |
|                | Tremulant        |         |

| Pédal C–f1 |              |     |
| 29.        | Principal    | 16′ |
| 30.        | Soubass      | 16′ |
| 31.        | Principal    | 08′ |
| 32.        | Flûte        | 04′ |
| 33.        | Mixture IV 0 |     |
| 34.        | Bombarde     | 16′ |
| 35.        | Trompette    | 08′ |
| 36.        | Clarion      | 04′ |

### Chororgel
2013 schuf Peter Meier Orgelbau, Rheinfelden, für die Kirche eine Chororgel mit neun Registern. Sie ist fahrbar und besteht aus drei Teilen: Hauptgehäuse, Obermanual, Subbassgehäuse. Das Instrument besitzt 504 Pfeifen, von denen 500 klingend sind und vier als stumme Pfeifen im Prospekt stehen. Im Prospekt steht der Prinzipal 8′. Das zweite Manual ist durch Verschieben der Klaviatur transponierbar (440 / 415 Hz), einzuschalten mit dem Sperrventil. Die Pfeifen der Hohlflöte 8′ werden über eine zweite Schleife mit weniger Wind versorgt, so dass sie im Zusammenspiel mit dem Prinzipal 8′ einen leicht schwebenden Klang erzeugen. Die Flöte 8′ im Pedal ist eine Transmission der Hohlflöte 8′ ins Pedal. Dieses Register kann auch ohne angekoppelten Subbass gespielt werden. Die Register Prinzipal 8′, Oktave 4′, Nasat 2 2⁄3′ und Regal 8′ werden bei c1/cis1 in Bass/Diskant geteilt.
| I Fortemanual C–f3 |       |
| Prinzipal B/D      | 8′    |
| Hohlflöte          | 8′    |
| Oktave B/D         | 4′    |
| Nasat B/D          | 2 ⁄3′ |
| Supteroktave       | 2′    |
| Mixtur II          | 1′    |
| Regal B/D          | 8′    |

| II Pianomanual C–f3 |    |
| Gedackt             | 8′ |

| Pedal C–d1                   |     |
| Subbass                      | 16′ |
| Flöte (= Hohlflöte 8′ aus I) | 8′  |

- Koppel: I/P